# Macrocalamus emas
Macrocalamus emas — вид змій родини полозових (Colubridae). Ендемік Малайзії. Описаний у 2020 році.

## Назва
Видова назва M. emas з малайської мови перекладається як «золото» і вказує на жовтий колір черева.

## Поширення і екологія
Macrocalamus emas мешкають в горах Кемерон-Хайлендс, а також в районі Гентінг-Хайлендс в горах Тітіванґса, в штаті Паханг. Вони живуть у вологих гірських тропічних лісах, на висоті від 1500 до 1800 м над рівнем моря.